# آهو (خلخال)
آهو یک منطقهٔ مسکونی در ایران است که در دهستان خورش رستم جنوبی واقع شده‌است و یکی از زیباترین روستاهای شهرستان خلخال می باشد . براساس سرشماری مرکز آمار ایران در سال ۱۳۹۵، آهو ۹۴ نفر جمعیت دارد.